# Código de Lekë Dukagjini

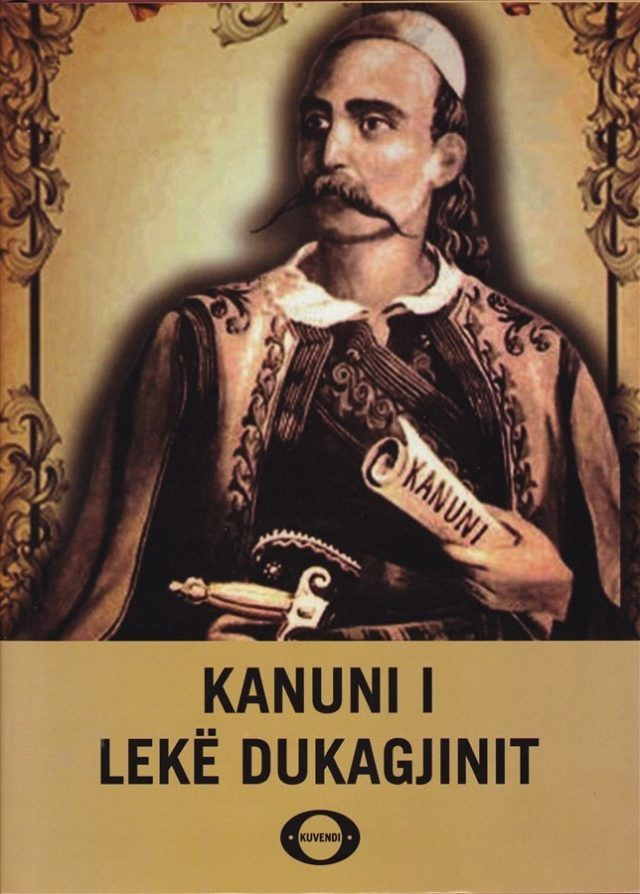
El código de Lekë Dukagjini

El Código de Lekë Dukagjini (en albanés: Kanuni i Lekë Dukagjinit), también conocido como Código de las Montañas (en albanés: Kanuni i Maleve), es una de las variantes del derecho consuetudinario albanés transmitido oralmente. Se cree que es mucho más antiguo, inicialmente fue codificado por el príncipe albanés del siglo XV Lekë Dukagjini, pero solo fue escrito y publicado en turco por la administración otomana en la primera mitad del siglo XIX en un intento de detener las enemistades de sangre, fue recopilado por el clero católico a principios del siglo XX. Las colecciones del clero se publicaron en lengua albanesa en las revistas periódicas "Albania" y "Hylli i Dritës". La primera codificación completa del tema habitual vio su primera publicación en 1933 en Shkodër, obra póstuma de Shtjefën Gjeçovi (asesinado en 1929), que la recopiló principalmente en los pueblos de Mirdita y sus alrededores.

## Descripción general
El Kanun de Lek Dukagjini lleva el nombre de Lekë Dukagjini (1410-1481), un príncipe medieval que gobernó en el norte de Albania y codificó las leyes consuetudinarias de las tierras altas. El código fue escrito en el siglo XIX por Shtjefën Gjeçovi y publicado parcialmente en el periódico Hylli i Drites en 1913. La versión completa apareció sólo en 1933, después de la muerte de Gjeçovi en 1926.
El texto del Kanun, a menudo cuestionado y con muchas interpretaciones diferentes que evolucionaron significativamente desde el siglo XV, no fue escrito sino sólo codificado por Dukagjini.
El Kanun está dividido en 12 secciones, y la versión de Gjeçovi tiene 1.262 artículos que regulan todos los aspectos de la vida montañosa: organización económica del hogar, hospitalidad, hermandad, clan, fronteras, trabajo, matrimonio, tierra, etc. El Besa (honor personal, compárese con lat. fides) y el nderi (honor familiar, lat. honor) son de primordial importancia en todo el código como piedra angular de la conducta personal y social. El Kanun se aplica tanto a los albaneses cristianos como a los musulmanes.
Algunas de las normas más controvertidas del Kanun (en particular el libro 10, sección 3) especifican cómo se debe tratarse el asesinato, que en el pasado (y a veces todavía hoy) daba lugar a luchas sangrientas que duraban hasta que todos los hombres de las dos familias implicadas eran asesinados. En situaciones de asesinato, la ley tribal estipula el principio de koka për kokë (cabeza por cabeza), por el que los familiares de la víctima están obligados a buscar gjakmarrja (venganza de sangre). Consideradas simplemente como productoras de descendencia, se hace referencia a las mujeres de manera discriminatoria y no se las considera objetivos dignos como tales. En algunas partes del país, el Kanun se parece a la vendetta italiana. Estas reglas resurgieron en la década de 1990 en el norte de Albania, cuando la gente no tenía fe en el impotente gobierno local y la policía. Hay organizaciones que intentan mediar entre familias enemistadas y tratan de conseguir que "perdonen la sangre" (en albanés: Falja e Gjakut), pero a menudo el único recurso es que los hombres mayores de edad permanezcan en sus hogares, que los Kanun consideran un refugio seguro, o huyan del país. Las leyes tribales también establecían que los ladrones tendrían que pagar multas por la cantidad relativa robada.
Las tribus albanesas de la región de Dibra (conocidas como los "Tigres de Dibra") se gobernaban según la Ley de Skanderbeg.
Se sabe que las tribus albanesas Bytyqi, Gashi, Gruda, Trieshi, Hoti, Kastrati, Kelmendi, Krasniqi, Shkrel y Kuçi siguen al Kanuni i Malësisë së Madhë, una variante del Kanun. Su implementación se extiende desde estas regiones tribales alrededor de Shkodër hasta las Tierras Altas de Gjakova.
El exlíder comunista de Albania, Enver Hoxha, detuvo efectivamente la práctica de Kanun con una dura represión y una fuerte policía estatal. Después de la caída del comunismo, algunas comunidades intentaron redescubrir las antiguas tradiciones, pero algunas de sus partes se perdieron, lo que generó temores de malas interpretaciones. En 2014, todavía había familias albanesas involucradas en enemistades sangrientas.
El Kanun albanés de Lekë Dukagjini contiene varios conceptos consuetudinarios que tienen su origen en creencias paganas, incluido en particular el culto a los antepasados, el animismo y el totemismo, que se remontan a mucho antes del período de Lekë Dukagjini. Al comparar el Kanun albanés de las montañas con la Ilíada y la Odisea, el erudito japonés Kazuhiko Yamamoto ha llegado a la conclusión de que los conceptos éticos básicos de la estructura social sin Estado de la época homérica («fe», «honor», «sangre», «venganza»), 'comida' e 'invitado' son los mismos conceptos habituales de la sociedad tribal albanesa.
La antropóloga y escritora británica Edith Durham ha sugerido que el Kanun albanés probablemente se remonta a la Edad del Bronce. Otros estudiosos han sugerido que conserva elementos de épocas prehistóricas indoeuropeas. Otros han conjeturado además que puede derivar de antiguas leyes tribales ilirias.